# فرودگاه برندیواین
فرودگاه برندیواین (به انگلیسی: Brandywine Airport) یک فرودگاه همگانی بهره‌برداری هوایی با کد یاتا OQN است که یک باند فرود آسفالت دارد و طول باند آن ۱۰۲۰ متر است. این فرودگاه در کشور ایالات متحده آمریکا قرار دارد و در ارتفاع ۱۴۲ متری از سطح دریا واقع شده‌است.